# 齊藤美優
齊藤美優（日语：斉藤みゆ，1994年3月22日—），日本前AV女優。所屬事務所是BELLTECH PRODUCTION。同時也作為歌手在活動。

## 簡歷
常盤木学園高等学校的音樂科畢業。
2016年3月出道的巨乳AV女優。
2016年8月被提名為AV OPEN 2016 的女優賞。演出作品『斉藤みゆ ロリータ中出し100連発』（アイエナジー）。
2016年2月獲得SOD的優秀演出女優賞。
2017年3月以『Ivory song』出道。ライブ活動を開始。
2017年9月，連續2年入圍AV OPEN 2017 的女優賞。
2018年為最後一年活動，之後引退。引退的理由是「辞めても後悔しないと思えたから」。

## 人物
- 興趣是讀書、網購和看偶像。喜歡的偶像是早安家族、乃木坂46、小嶋陽菜。

- 擅長打字和彈鋼琴。由於從4歲到高中3年級都一直在學鋼琴，因此有絕對音感。

## 外部連結
- 斉藤みゆ Official Blog，存于（2016年8月29日 - ）
- ME & YOU | 斉藤みゆオフィシャルウェブサイト （页面存档备份，存于）（2017年1月19日 - ）